# Myllyoja (vattendrag i Lappland, lat 67,92, long 26,75)
Myllyoja är ett vattendrag i Finland.   Det ligger i landskapet Lappland, i den norra delen av landet, 900 km norr om huvudstaden Helsingfors.